# Poa homomalla
Poa homomalla är en gräsart som beskrevs av Christian Gottfried Daniel Nees von Esenbeck. Poa homomalla ingår i släktet gröen, och familjen gräs. Inga underarter finns listade i Catalogue of Life.